# Paspalinae
Paspalinae, podtribus trava u potporodici Panicoideae, dio jed tribusa Paspaleae. Postoje 17 priznatih rodova.

## Subtribusi
1. Subtribus Paspalinae Griseb.
  1. Acostia Swallen (1 sp.)
  2. Axonopus P. Beauv. (83 spp.)
  3. Baptorhachis Clayton & Renvoize (1 sp.)
  4. Echinolaena Desv. (2 spp.)
  5. Gerritea Zuloaga, Morrone & Killeen (1 sp.)
  6. Ichnanthus P. Beauv. (23 spp.)
  7. Hildaea C. Silva & R. P. Oliveira (6 spp.)
  8. Oedochloa C. Silva & R. P. Oliveira (9 spp.)
  9. Ocellochloa Zuloaga & Morrone (12 spp.)
  10. Paspalum L. (363 spp.)
  11. Anthaenantiopsis Mez ex Pilg. (4 spp.)
  12. Aakia J. R. Grande (1 sp.)
  13. Osvaldoa J. R. Grande (1 sp.)
  14. Hopia Zuloaga & Morrone (1 sp.)
  15. Renvoizea Zuloaga & Morrone (10 spp.)
  16. Streptostachys Desv. (2 spp.)
  17. Anthaenantia P. Beauv. (4 spp.)